# Albert-Marie Schmidt
Albert-Marie Schmidt (* 10. Oktober 1901 in Paris ; † 8. Februar 1966 ebenda) war ein französischer Romanist und Literaturwissenschaftler.

## Leben und Werk
Schmidt war mit seinem Freund Jean Tardieu Schüler des Lycée Condorcet in Paris. In den zwanziger Jahren zählten zu seinen Bekannten André Gide, Roger Martin du Gard und François Mauriac. Von 1928 bis 1934 war er Lektor bei Leo Spitzer an der Universität Marburg. 1930 heiratete er die Erzieherin von Spitzers Sohn Wolfgang, Colette Vallat, Nachfahre der Familie von Margareta Maria Alacoque. Von 1935 bis 1941 war er Gymnasiallehrer an der École Alsacienne in Paris. Schmidt habilitierte sich 1939 in Paris mit den beiden Thèses La Poésie scientifique en France au seizième siècle. Peletier, Ronsard, Scève, Baïf, Belleau, Du Bartas, Les Cosmologues, Les Hermétistes. De l’influence des sciences et des méthodes de pensée sur la création poétique : 1555-1610 (Paris 1938, Lausanne 1970) und (Hrsg.) Pierre de Ronsard, Hymne des daimons (Paris 1938). Von 1941 bis 1944 war er Professor an der Universität Caen, von 1945 bis zu seinem Unfalltod mit großem Lehrerfolg Professor für französische Sprache und Literatur der Renaissance an der Universität Lille, wo eine Bibliothek seinen Namen trägt.
Laut Hausmann 2008, S. 611 wurde Schmidt „bei der ‚épuration‘, dem französischen Äquivalent der ‚Entnazifizierung‘, wegen kollaborationistischer Neigungen entlassen (24. November 1944) und dann unter Zurückstufung zum maître de conférences von seiner Stammuniversität Caen an die Universität Lille strafversetzt.“
Schmidt gehörte der Reformierten Kirche von Frankreich an und war Mitarbeiter der Zeitschrift La Réforme. Er war Mitgründer von Oulipo.
Albert-Marie Schmidt war der Vater der Hispanistin Marie-France Schmidt und des Schriftstellers Joël Schmidt (* 1937).

## Weitere Werke
- Saint-Evremond ou l’Humaniste impur. Albin Michel, Paris 1932.
- (Hrsg.) Jean Calvin. Trois traités. Paris 1934.
- (Hrsg.) Œuvres de Jean Calvin. 3 Bände, Paris/Genf 1934-1936.
- La Littérature symboliste. (= Que sais-je? Bd. 82) Presses Universitaires de France, Paris 1942, 9. Auflage 1969.
- (Hrsg.) La Jeune poésie et ses harmoniques. Paris 1942.
- (Hrsg.) Poètes du XVIe siècle. (= Bibliothèque de la Pléiade. Bd. 96) Gallimard, Paris 1953/1991, ISBN 2-07-010455-9.
- (Hrsg.) Maupassant, Contes et nouvelles, Paris 1956, 1957, 1975
- Jean Calvin et la tradition calvinienne. Éditions du Cerf, Paris 1957/1984, ISBN 2-204-02156-3.
- La Mandragore. Flammarion, Paris 1958.
- (Hrsg.) Jehan Calvin. Lettres anglaises 1548-1561. Berger-Levrault, Paris 1959.
- (Hrsg.) Guy de Maupassant. Romans (éditions complète par les soins de ...). Albin Michel, Paris 1959 (Gesamtausgaben von Albert-Marie Schmidt).
- (Hrsg.) L’Amour noir, poèmes baroques. Éditions du Rocher, Monaco 1959, Slatkine, Paris 1982, ISBN 2-05-000212-2.
- (Hrsg. mit Gustave Cohen) Poètes du XVIe siècle- Paris 1961 (La Pléiade)
- Maupassant par lui-même. Éditions du Seuil, Paris 1968.
- Le Roman de Renart. Transcrit dans le respect de sa verdeur originale pour la récréation des tristes et la tristesse des cafards. Albin Michel, Paris 1963.
- XIVe et XVe siècles français. Les sources de l’Humanisme. Éditions Seghers, Paris 1964.
- Paracelse, ou la force qui va. Plon, Paris 1967.